# Carta precatória
Carta precatória é um instrumento utilizado pela Justiça quando existem indivíduos em comarcas diferentes. É um pedido que um juiz envia a outro de outra comarca.
Assim, um juiz (dito deprecante), envia carta precatória para o juiz de outra comarca (dito deprecado), para citar/intimar o réu ou intimar testemunha a comparecer aos autos. É uma competência funcional horizontal, não havendo hierarquia entre deprecante e deprecado.
Sempre que o intimado estiver fora do território de jurisdição do juiz processante, não poderá este, pessoalmente, ordenar a citação daquele, pois dita jurisdição está circunscrita a um determinado lugar. Dessa forma, é necessário que se estabeleça entre as jurisdições uma recíproca cooperação. Os meios próprios para isto são a precatória, quando a citação ou o ato devam efetuar-se em outra jurisdição do território nacional, e a rogatória, em território estrangeiro.
A carta precatória deve conter o nome do juiz deprecante, nome do juiz deprecado, as sedes dos juízos de cada um, a individuação e endereço do intimado, a finalidade da diligência, o lugar e a ocasião de seu comparecimento, a subscrição do escrivão e a assinatura do juiz deprecante.
A carta precatória tem função itinerante, ou seja, ela irá "perseguir" o citado por onde ele for.

## Entendendo o Judiciário
"Instrumento utilizado para requisitar a outro juiz o cumprimento de algum ato necessário ao andamento do processo. É por meio da Carta Precatória que são solicitadas a citação, a penhora, a apreensão ou qualquer outra medida processual, que não poderia ser executada no juízo em que o processo se encontra, devido à incompetência territorial, ou seja, a designação do ato está subordinada ao juízo de outra localidade".